# Portugal i olympiska sommarspelen 1980
Portugal deltog i de olympiska sommarspelen 1980 med en trupp bestående av elva deltagare, tio män och en kvinna, vilka deltog i 17 tävlingar i sex sporter. Ingen av landets deltagare erövrade någon medalj. Portugal deltog inte i den av USA ledda bojkotten mot spelen, men visade sitt stöd genom att tävla under den olympiska flaggan istället för den egna flaggan.

## Boxning
Lätt flugvikt
- João Manuel Miguel (a.k.a. Paquito)
  - Åttondelsfinal — Bye
  - Kvartsfinal — Shamil Sabirov (URS) (→ förlorade med 5:0, gick inte vidare)

## Friidrott
Herrarnas 1 500 meter
- João José Pontes Campos
  - Omgång 1 (heat 2) — 3:41,3 (→ 5:e plats)
  - Semifinal (heat 1) — 3:44,4 (→ 7:e plats, gick inte vidare)

Herrarnas 3 000 meter hinder
- José Manuel Sena
  - Omgång 1 (heat 3) — fullföljde inte

Herrarnas maraton
- Anacleto Pereira Pinto
  - Final — 2:17:04 (→ 16:e plats)

## Gymnastik
Damernas lagmångkamp
- Maria Avelina Alvarez — 69,00 poäng (→ 9:e – 16:e)

| Subdivision 1                                 |       |       |        |
| Övningar                                      | C     | O     | Totalt |
| Hopp                                          | 8,85  | 8,65  | 17,50  |
| Barr                                          | 8,85  | 8,05  | 16,90  |
| Bom                                           | 8,90  | 8,90  | 17,80  |
| Fristående                                    | 8,75  | 8,05  | 16,80  |
| Totalt                                        | 35,35 | 33,65 | 69,00  |
| Noteringar: C – obligatoriskt; O – frivilligt |       |       |        |

## Judo
Herrarnas extra lättvikt
- João Paulo Mendonça

Grupp B:
- - Omgång 1 — Marian Donat (POL) (→ vann med waza-ari)
  - Omgång 2 — Thierry Rey (FRA) (→ förlorade med ippon)
  - Återkval — Reino Fagerlund (FIN) (→ förlorade med koka, gick inte vidare)

Herrarnas halv lättvikt
- José António Branco

Grupp A:
- - Omgång 1 — Abdoulaye Thera (MLI) (→ vann med waza-ari awasete ippon)
  - Omgång 2 — Ilian Nedkov (BUL) (→ förlorade med waza-ari awasete ippon, gick inte vidare)

Herrarnas halv mellanvikt
- António Roquete Andrade

Grupp A:
- - Omgång 1 — Bye
  - Omgång 2 — Berkane Lakhdar Adda (ALG) (→ vann med waza-ari)
  - Omgång 3 — Bernard Tchoullouyan (FRA) (→ förlorade med ippon, gick inte vidare)